# Diplocirrus longisetosus
Diplocirrus longisetosus är en ringmaskart som först beskrevs av Marenzeller 1890.  Diplocirrus longisetosus ingår i släktet Diplocirrus och familjen Flabelligeridae. Arten är reproducerande i Sverige. Inga underarter finns listade i Catalogue of Life.